# 藤巻浩之
藤巻 浩之（ふじまき ひろゆき、1965年〈昭和40年〉7月23日 - ）は、日本の建設・国土交通技官。

## 来歴
神奈川県出身。1991年（平成3年）、京都大学大学院工学研究科を修了。同年建設省に入省。入省後、九州地方整備局八代河川国道事務所長、同局企画部企画調整官、水管理・国土保全局治水課事業監理室長、九州地方整備局企画部長、水管理・国土保全局治水課長などを歴任。1996年（平成8年）から約1年半配属された熊本工事事務所では、白川河川改修事業を担当。河川法改正を控えた中でのテストケースとして、住民説明会や情報公開を取り入れた河川整備計画の策定に取り組んだ。
2021年（令和3年）7月1日、九州地方整備局長に就任。
2023年（令和5年）7月4日、関東地方整備局長に就任。
2024年（令和6年）7月1日、水管理・国土保全局長に就任。2025年（令和7年）7月1日、辞職。